# Leucania dialeuca
Leucania dialeuca är en fjärilsart som beskrevs av George Francis Hampson 1910. Leucania dialeuca ingår i släktet Leucania och familjen nattflyn. Inga underarter finns listade i Catalogue of Life.